# Пуласкі (Вірджинія)
Пуласкі (англ. Pulaski) — місто (англ. town) в США, в окрузі Пуласкі штату Вірджинія. Населення — 8985 осіб (2020).

## Географія
Пуласкі розташоване за координатами 37°3′10″ пн. ш. 80°45′43″ зх. д. / 37.05278° пн. ш. 80.76194° зх. д. (37.052770, -80.761919).  За даними Бюро перепису населення США в 2010 році місто мало площу 20,61 км², з яких 20,47 км² — суходіл та 0,14 км² — водойми.

## Демографія
Згідно з переписом 2010 року, у місті мешкало 9086 осіб у 3926 домогосподарствах у складі 2399 родин. Густота населення становила 441 особа/км².  Було 4511 помешкання (219/км²).
Расовий склад населення:
| - 89,0 % — білих - 7,8 % — чорних або афроамериканців - 0,6 % — азіатів - 0,3 % — корінних американців |

До двох чи більше рас належало 2,1 %. Частка іспаномовних становила 1,9 % від усіх жителів.
За віковим діапазоном населення розподілялося таким чином: 21,8 % — особи молодші 18 років, 60,4 % — особи у віці 18—64 років, 17,8 % — особи у віці 65 років та старші. Медіана віку мешканця становила 41,8 року. На 100 осіб жіночої статі у місті припадало 89,4 чоловіків;  на 100 жінок у віці від 18 років та старших — 86,0 чоловіків також старших 18 років.
Середній дохід на одне домашнє господарство  становив 48 262 долари США (медіана — 37 485), а середній дохід на одну сім'ю — 56 974 долари (медіана — 44 958). Медіана доходів становила 38 964 долари для чоловіків та 33 946 доларів для жінок. За межею бідності перебувало 21,1 % осіб, у тому числі 23,3 % дітей у віці до 18 років та 8,0 % осіб у віці 65 років та старших.
Цивільне працевлаштоване населення становило 3697 осіб. Основні галузі зайнятості: освіта, охорона здоров'я та соціальна допомога — 24,2 %, виробництво — 22,1 %, роздрібна торгівля — 15,3 %, мистецтво, розваги та відпочинок — 11,3 %.